# Atrévete-te-te
"Atrévete-te-te" ("Atreva-se-se-se) é uma canção da banda porto-riquenha de reggaetón Calle 13, lançada em 2006 como single, sendo o segundo do álbum de estreia do grupo, Calle 13. Em 2006, o vídeo do single foi premiado com o Grammy Latino  de Melhor Vídeo Musical - Versão Curta.
 A canção figurou na trilha sonora do jogo eletrônico Grand Theft Auto IV, na rádio de reggaeton San Juan Sounds. Foi eleito pelo site de música latina Club Fonograma como o segundo melhor single da década.

## Composição, letra e vídeo
"Atrévete-te-te" gira em torno da cumbia colombiana e é guiada por um riff tocado no clarinete. A letra traz palavras em spanglish, como "estárter"; e anglicismos, como "lighter" e "wiper".
A canção foi usada na campanha de Manuel Rosales nas eleições presidenciais da Venezuela de 2006, pois o lema da campanha era "atrévete".
A letra faz referências a vários temas da cultura popular, como Street Fighter, Coldplay, Green Day e Kill Bill. há referências a Agüeybaná, o último cacique indígena em Porto Rico, e as cidades de Bayamón e Guaynabo.
No vídeo, as dançarinas que aparecem são sósias de Marilyn Monroe vestidas com uma peruca loira e uma versão mais curta do vestido de Monroe no filme O Pecado Mora ao Lado.

## Paradas
| Parada (2006)                    | Melhor colocação |
| -------------------------------- | ---------------- |
| Billboard Hot Latin Songs        | 15               |
| Billboard Latin Tropical Airplay | 6                |